# Этельприма
Этельприма (Æthelwynn — Этилвинн, Этилвин или Этельвинн, X век) — английская дворянка и художница по текстилю. Она была известна своими вышивками и чудесной встречей со святым Дунстаном.
По словам биографа святого Дунстана, Этельприма попросила святого Дунстана помочь ей разработать вид столы, уже украшенной различными фигурными узорами и которую она планировала позже украсить золотом и драгоценными камнями. Это облачение не сохранилась.
Когда святой Дунстан отправился навестить Этельприму, он взял с собой свою лиру (которую также называют арфой, кифарой), чтобы играть на ней во время отдыха от работы. Согласно легенде, он повесил лиру на стену, и она заиграла антифону сама по себе; услышав это, Дунстан, Этельприма и все её присутствовавшие работницы «сидели пораженные и переглядывались, весьма удивляясь, что бы могло предзнаменовать дело столь необычное и удивительное».
Её имя включено в композицию «Этаж наследия» Джуди Чикаго.